# Christiaan Albert van Hohenlohe-Langenburg
Christiaan Albert van Hohenlohe-Langenburg (Langenburg, 23 maart 1726 - Ludwigsruhe, 4 juli 1789) was de tweede regerend vorst van Hohenlohe-Langenburg.
Hij was de zoon van Lodewijk van Hohenlohe-Langenburg en Eleonore van Nassau-Saarbrücken. Hij trad op 13 mei 1761 in het huwelijk met zijn nicht Caroline van Stolberg-Gedern. Het paar kreeg de volgende kinderen:
- Karel Lodewijk (1762-1825) ∞ Amelie Henriette van Solms-Baruth
- Louise Eleonore (1763-1736) ∞ George I van Saksen-Meiningen
- Gustaaf Adolf (1764-1796)
- Christine Caroline (1765-1768)
- Lodewijk Willem (1766-1768)
- Christiaan August (1768-1796)
- Auguste Caroline (1796-1803)